# Hotel Gagarin
Hotel Gagarin è un film del 2018 diretto da Simone Spada, con protagonisti Claudio Amendola e Luca Argentero.

## Trama
Franco Paradiso, un produttore improvvisato, viene chiamato dall'onorevole Pietro Turone, un europarlamentare senza scrupoli e corrotto, per girare una pellicola in Armenia con l'intento di intascare alcuni fondi che la Comunità europea eroga per la produzione di film.
Paradiso riceve il copione che è estratto dal racconto "Il viaggio di Marta" del professore Nicola, insegnante di storia alle scuole superiori. Paradiso contatta il professore e ingaggia tecnici e attori a caso per mandarli in Armenia il prima possibile. Partono quindi Nicola, l'autore del racconto, Elio, un elettricista ingaggiato come tecnico delle luci, Sergio, un fotografo spiantato ingaggiato come video-operatore, Patrizia, una prostituta ingaggiata come attrice improvvisata, e Valeria, una russa dai loschi affari ingaggiata come organizzatrice.
Le prime attività sono quelle di sopralluogo accompagnati da Kira e Aram ma dopo poco il vicino Azerbaigian bombarda il paese (nell'ambito delle rivendicazioni per la regione del Nagorno Karabakh). Come conseguenza, la troupe è costretta a rimanere nell'albergo che li ospita (l'Hotel Gagarin) in attesa di nuove istruzioni e non è possibile rimpatriare perché gli aeroporti sono chiusi. Inoltre Paradiso viene arrestato dalla Guardia di Finanza, lasciando senza soldi anche la complice che confessa tutto al gruppo.
Senza lavoro e senza possibilità di tornare a casa, i protagonisti decidono di soddisfare le richieste della popolazione locale che, affascinata dalla presenza di una troupe "internazionale", chiede di poter rivivere in prima persona le gesta dei grandi attori del cinema o di realizzare i loro sogni su una pellicola. Durante una di queste giornate si presenta Conversano, un pugliese emigrato che si offre di avvisare l'ambasciata a Yerevan per farli rimpatriare.
Al momento del ritorno, Patrizia decide di seguire Aram e di rimanere in Armenia e l'elettricista Elio fa lo stesso vivendo la sua storia con una cameriera dell'hotel, consci di non avere motivi per tornare in Italia.

## Distribuzione
La pellicola è stata distribuita nelle sale cinematografiche italiane a partire dal 24 maggio 2018.

## Accoglienza
Il film in Italia ha incassato 511.000 euro.

## Riconoscimenti
- 2018 - Nastro d'argento
  - Candidatura al miglior produttore a Marco Belardi
- 2019 - Roseto Opera Prima
  - Vincitore miglior opera prima
- 2019 - David di Donatello
  - candidatura al miglior regista esordiente del regista Simone Spada

## Citazioni
- La scena dell'incontro con Conversano e i relativi dialoghi, sono un chiaro omaggio alla scena del film Mediterraneo nella quale i soldati ricevono la visita del tenente La Rosa.[senza fonte]